# گمینا ژراکوو
گمینا ژراکوو (به لهستانی:  Gmina Żyraków) یک گمینا در لهستان است که در شهرستان دنبیتسا واقع شده‌است. گمینا ژراکوو ۱۱۰٫۲۹ کیلومتر مربع مساحت و ۱۳٬۳۲۸ نفر جمعیت دارد.